# Матяш Станіслав Володимирович
Станіслав Володимирович Матяш (рос. Станислав Владимирович Матяш; нар. 23 квітня 1991, Кременчук, Полтавська область, Україна) — російський футболіст українського походження, нападник клубу «Єнісей».

## Клубна кар'єра
Народившись в Україні, Стас розпочав займатися футболом у Санкт-Петербурзі у віці шести років, його першим тренером був Сергій Гордєєв.
У 2007 році перейшов до молодіжного складу «Зеніта». Дебютував у жовтневому матчі проти дубля «Локомотива». Всього за 4 роки зіграв 80 матчів і забив 31 м'яч. Був капітаном команди.
У 2010 році з 13 голами зайняв друге місце в суперечці бомбардирів турніру молодіжних команд слідом за Мантасом Савенасом.
На Кубку чемпіонів Співдружності 2011 своїм дублем вивів «Зеніт» у півфінал (2:1).
За основний склад петербурзького клубу Матяш не зіграв жодного разу.
У серпні 2011 року перейшов в оренду до кінця сезону у «Волгар-Газпром» з Астрахані. Перший м'яч у ФНЛ оформив у ворота майбутнього чемпіона ліги «Мордовії» (4:3).
Разом з колишнім партнером по молодіжці «Зеніту» Павлом Ігнатовичем влітку 2012 року провів декілька матчів на передсезонному зборі в складі «Амкара», выдзначився дублем у ворота польської «Арки» з Гдині. 3 серпня підписав контракт з пермським клубом. 
У матчі Молодіжноъ першості проти «Краснодара» зробив дубль, завдяки чому Рустем Хузін дозволив йому дебютувати в Прем'єр-лізі. Нападник вийшов на заміну на 90 хвилині.
У січні 2013 був виставлений «Амкаром» на трансфер. У лютому міг перейти в болгарський «Чорноморець». Після закінчення контракту й сезону покинув клуб
1 вересня 2015 року було оголошено, що Станістав Матяш став гравцем івановського футбольного клубу «Текстильник».

## Кар'єра в збірній
Матяш дебютував у юнацькій збірній Росії U-19 у матчі кваліфікації до юнацького чемпіонату Європи 2010 проти Латвії. Свій єдиний м'яч забив у ворота Ліхтенштейну (6:0).

## Досягнення
- Молодіжна першість Росії
  -  Чемпіон (1): 2009
  -  Бронзовий призер (1): 2010

### Клубна статистика
| Сезон   | Клуб             | Ліга               | Чемпіонат | Чемпіонат | Кубок | Кубок | Єврокубки | Єврокубки |
| Сезон   | Клуб             | Ліга               | Матчі     | Голи      | Матчі | Голи  | Матчі     | Голи      |
| ------- | ---------------- | ------------------ | --------- | --------- | ----- | ----- | --------- | --------- |
| 2007    | Зеніт-д          | Турнір дублерів    | 1         | 0         |       |       |           |           |
| 2008    | Зеніт-м          | Молодіжна першість | 7         | 2         |       |       |           |           |
| 2009    | Зеніт-м          | Молодіжна першість | 28        | 10        |       |       |           |           |
| 2010    | Зеніт-м          | Молодіжна першість | 29        | 13        |       |       |           |           |
| 2011/12 | Зеніт-м          | Молодіжна першість | 15        | 6         |       |       |           |           |
| 2011/12 | «Волгар-Газпром» | ФНЛ                | 21        | 3         | 0     | 0     |           |           |